# كائن وحيد الخلية

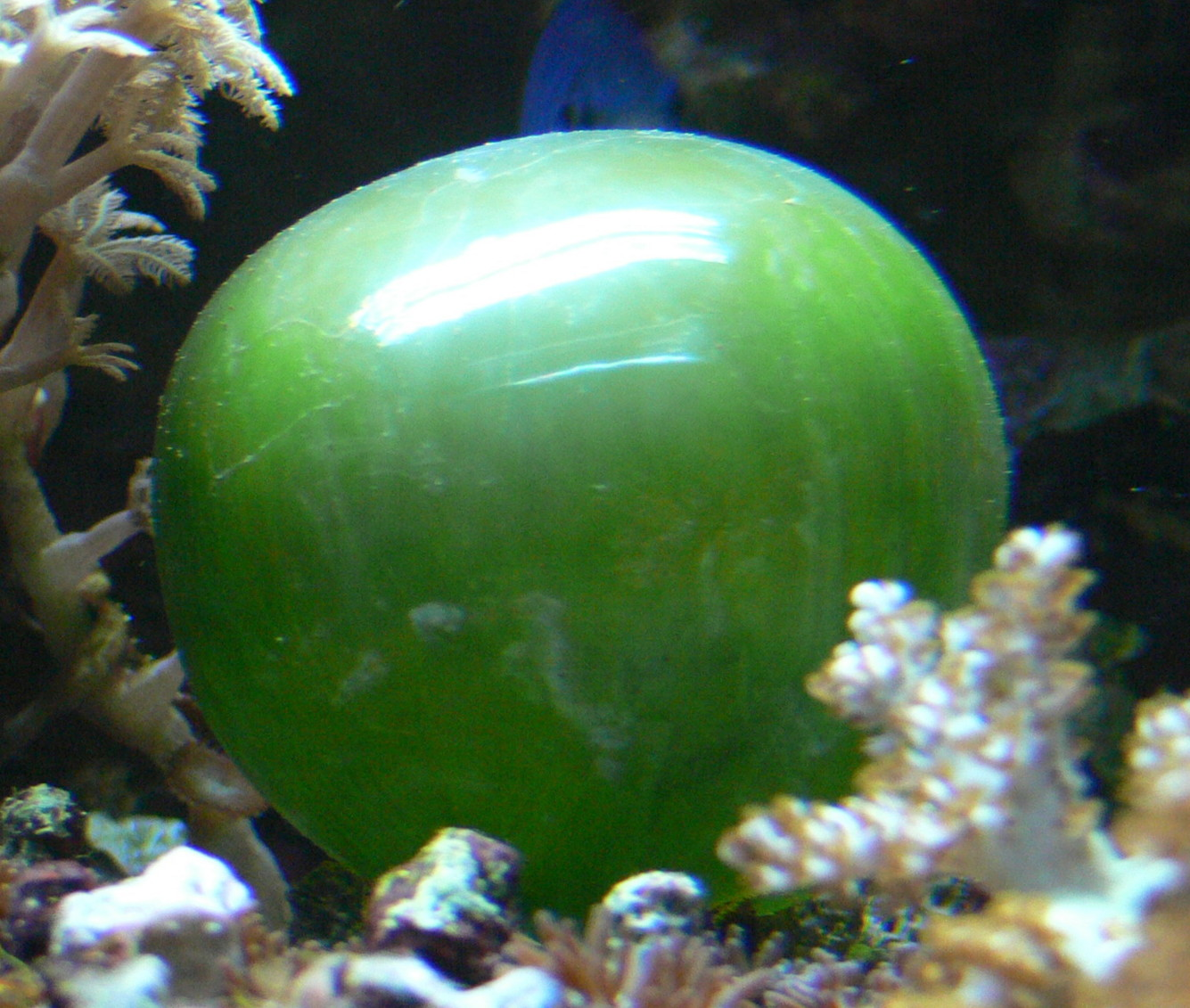
فالونيا فينتريكوزا، نوع من الطحالب يتراوح قطرها عادةً من 1 إلى 4 سنتيمترات (0.4-1.6 بوصة) وهي من بين أكبر الأنواع وحيدة الخلية.

الكائن وحيد الخلية هو كائن يتكون من خلية واحدة. تنقسم الكائنات الحية إلى فئتين عامتين: الكائنات الحية بدائية النواة، والكائنات الحية حقيقية النواة.
تعيش بعض الكائنات بدائية النواة في مستعمرات، ولكنها لا تمثل خلايا متخصصة ذات وظائف مختلفة. تعيش هذه الكائنات معًا، ويتوجب كل خلية تنفيذ جميع العمليات الحيوية للبقاء على قيد الحياة. تعمل خلايا الكائنات متعددة الخلايا بشكل متكامل وتعتمد على بعضها للبقاء على قيد الحياة.
تمر معظم الكائنات متعددة الخلايا بمرحلة حياة أحادية الخلية. تعتبر الأعراس (الجاميت) خلايا أحادية تكاثرية للكائنات متعددة الخلايا.

## بدائيات النواة
تفتقر بدائيات النوى إلى العضيات الخلوية الغشائية مثل الميتوكوندريا أو النواة. تحتوي معظم بدائيات النوى على منطقة غير منتظمة تحتوي على الحمض النووي الدنا أو ما يعرف بالنوواني. تمتلك معظم بدائيات النواة كروموسوم دائري واحد، بينما تمتلك حقيقيات النواة كروموسومات خطية متعددة. تعتمد بدائيات النواة على مجموعة واسعة من المواد العضوية وغير العضوية وتستخدمها في التمثيل الغذائي، بما في ذلك الكبريت أو السليلوز أو الأمونيا أو النتريت. توجد بدائيات النواة في كل مكان، وينمو بعضها في ظروف بيئية قاسية (تعرف باسم أليف الظروف القاسية).

### بكتيريا
تعتبر البكتيريا من أقدم أشكال الحياة في العالم، وتوجد تقريبًا في كل مكان في الطبيعة. تحتوي العديد من البكتيريا الشائعة على البلازميدات، وهي جزيئات دنا قصيرة ودائرية، تتكاثر بشكل منفصل عن الكروموسوم البكتيري. تحمل البلازميدات الجينات المسؤولة عن تطوير إمكانيات جديدة، وهي نفسها المسؤولة عن مقاومة الصادات الحيوية. تتكاثر معظم البكتيريا بطريقة لاجنسية تعرف باسم الانشطار الثنائي. تتكاثر أنواع أخرى من البكتيريا بطريقة جنسية يشار إليها باسم التحول الجيني الطبيعي. التحول هو عملية بكتيرية لنقل الحمض النووي من خلية إلى أخرى، ويعتبر آلية تكيّف لإصلاح تلف الحمض النووي في الخلية المتلقية. يمكن تبادل البلازميدات بين الخلايا البكتيرية من خلال عملية تعرف باسم الاقتران البكتيري.
تعتبر البكتيريا الزرقاء من الجراثيم القادرة على التمثيل الضوئي، وتساهم بزيادة نسبة الأوكسجين في الغلاف الجوي. الستروماتوليت هي صخور رسوبية تتألف من طبقات من كربونات الكالسيوم والرواسب تحتجز بينها البكتيريا الزرقاء والبكتيريا الأخرى الموجودة ضمن هذه البيئة، توفر هذه الصخور سجلات أحفورية شاملة. تعتبر صخور الستروماتوليت سجلًا ممتازًا لتطور البكتيريا الزرقاء، التي تمثلت خلال الدهر السحيق (منذ 4 مليار إلى 2.5 مليار سنة)، ودهر الطلائع (2.5 مليار إلى 540 مليون سنة)، ودهر البشائر (540 مليون سنة حتى الوقت الحاضر). توجد أحافير الستروماتوليت بكثرة في غرب أستراليا، عُثر هناك أيضًا على أقدم صخور الستروماتوليت، يعود بعضها إلى حوالي 3430 مليون سنة.
تحدث الشيخوخة النسيلية بشكل طبيعي لدى البكتيريا، وتنتج عن تراكم الأضرار بغض النظر عن وجود عوامل ضغط خارجية.

### العتائق (الأركيا)
تطلق الفتحات الحرارية المائية الحرارة وكبريتيد الهيدروجين، تعتمد الكائنات أليفة الظروف القاسية على المواد غير العضوية للنمو ما يسمح لها بالبقاء على قيد الحياة في هذه الظروف. تتشابه العتائق في مظهرها العام مع البكتيريا، ولكنها تختلف عن البكتيريا من الناحية الجزيئية وخاصة في بنية الغشاء والحمض النووي الرنا. أظهرت دراسة تسلسل الحمض النووي الرنا، أن العتائق قد انفصلت عن البكتيريا وشكلت سلائف حقيقيات النوى الحديثة، وهي أكثر ارتباطًا مع حقيقيات النوى. تشتق كلمة أركيا من اللغة اليونانية وتعني عتيق أو أصلي.
تعيش بعض العتائق في أكثر البيئات البيولوجية قسوةً على وجه الأرض. نذكر من الأمثلة على هذه الكائنات القديمة:
- محبات الحرارة: تبلغ درجة الحرارة المثالية للنمو 50 درجة مئوية إلى 110 درجة مئوية.[21]
- محبات البرودة: تبلغ درجة الحرارة المثالية للنمو أقل من 15 درجة مئوية. [21]
- محب القلوية: تنمو بشكل مثالي في درجات الحموضة أعلى من 8.[21][22]
- أليف الحمض: تنمو بشكل مثالي في درجات حموضة أقل من 3.[21][23]
- محب الضغط: تنمو بشكل مثالي في بيئات الضغط المرتفع التي تصل إلى 130 ميجا باسكال، مثل بيئات أعماق المحيطات.[21]
- أليف الملح: تنمو بشكل مثالي بتراكيز ملحية عالية بين 0.2 مولار و5.2 مولار كلوريد الصوديوم.[21][24]

مولدات الميثان هي مجموعة فرعية مهمة من العتائق، تشمل العديد من الكائنات أليفة الظروف القاسية، وتوجد في جميع البيئات الرطبة وكذلك لدى الحيوانات المجترة، وفي المعي الخلفي للحيوانات. تستخدم هذه الكائنات الهيدروجين وتختزل ثاني أكسيد الكربون إلى ميثان، وتنتج الطاقة على شكل ثلاثي فوسفات الأدينوزين. تعتبر الكائنات الحية الوحيدة المعروفة القادرة على إنتاج الميثان. تتجمع العتائق في الظروف البيئية القاسية وتنقل الحمض النووي بين الخلايا. يؤدي هذا الانتقال إلى حفظ الحمض النووي من التلف من خلال استبدال معلومات تسلسل الحمض النووي التالفة في الخلية المتلقية بمعلومات تسلسل غير تالفة من الخلية المانحة.

## حقيقيات النواة
تحتوي الخلايا حقيقية النواة على العضيات الغشائية، مثل الميتوكوندريا، والنواة، والبلاستيدات الخضراء. من المحتمل أن الخلايا بدائية النوى قد تطورت إلى خلايا حقيقية النوى منذ 1.4 إلى 2 مليار سنة، وشكلت خطوة مهمة في تاريخ التطور. تتكاثر حقيقيات النوى عن طريق الانقسام المتساو، والانقسام الاختزالي. يعتبر الجنس ميزة متأصلة وقديمة لدى حقيقيات النواة. الانقسام الاختزالي هو عملية جنسية حقيقية، تسمح بإصلاح ضرر الحمض النووي، زيادة التنوع الجيني من خلال الجمع بين الحمض النووي للوالدين متبوعًا بإعادة التركيب. تتميز وظائف التمثيل الغذائي لدى حقيقيات النوى بكونها أكثر تخصصًا.
تمتلك الميتوكوندريا والبلاستيدات الخضراء أصولًا بكتيرية بالاعتماد على نظرية النشوء التعايشي. تحتوي كلتاهما على مجموعاتها الخاصة من الحمض النووي، وتحتوي على ريبوزومات مشابهة لتلك الموجودة لدى البكتيريا. قد تكون الميتوكوندريا الحديثة تطورًا عن الريكتسيا القادرة على دخول الخلية. يحتمل أن يعود أصل البلاستيدات الخضراء إلى أحد أنسال البكتيريا الزرقاء. لا تحتوي جميع حقيقيات النوى على الميتوكوندريا أو البلاستيدات الخضراء، توجد الميتوكوندريا في معظم حقيقيات النوى، وتوجد البلاستيدات الخضراء في جميع النباتات والطحالب. التمثيل الضوئي والتنفس هما عمليتان متعاكستان، وقد أتاح ظهور التنفس المقترن بالتمثيل الضوئي إنتاج كميات أكبر من الطاقة مقارنةً مع التخمر وحده.

## الكائنات الأولية
تعرف الكائنات الأولية من خلال طريقة حركتها، يتضمن ذلك وجود الأسواط، والأهداب، والأقدام الكاذبة. كان هناك جدال واسع حول تصنيف الكائنات الأولية، تضم هذه المملكة سبع شعب معترف بها، تعتبر الكائنات الأولية غيرية التغذية أو ذاتية التغذية. تنتج الكائنات ذاتية التغذية الطاقة من خلال عملية التمثيل الضوئي، بينما تستهلك الكائنات الأولية غيرية التغذية الطعام، إما عن طريق تمريره عبر المريء الشبيه بالفم أو عن طريق ابتلاعه بالأقدام كاذبة. تتكاثر الكائنات الأولية بالطريقة اللاجنسية بشكل رئيسي، ولكن يتكاثر بعضها بالطريقة الجنسية.
الهدبيات هي مجموعة من الطلائعيات التي تستخدم الأهداب للتنقل. تتواجد الهدبيات بوفرة في جميع البيئات المائية، تتحرك الأهداب بشكل متناغم وتدفع الكائن الحي نحو الأمام. تمتلك معظم الهدبيات أكياسًا مشعرة، وهي عضيّات تشبه الرمح تستخدمها الهدبيات للقبض على الفريسة، أو لتثبيت نفسها، أو للدفاع عن نفسها. تتكاثر بعض أنواع الهدبيات بالطريقة الجنسية، وتستخدم نواتين: نواة كبيرة للتحكم في التمثيل الغذائي الطبيعي، ونواة صغيرة منفصلة تخضع للانقسام الاختزالي.
تستخدم الأميبيات الأرجل الكاذبة والتدفق السيتوبلازمي للتحرك في بيئتها. يسبب المتحول الحال للنسج الزحار الأميبي. يمكن أن يتكاثر المتحول الحال للنسج عن طريق الانقسام الاختزالي.

## وسط العيش
بصفة عامة، المتعضية وحيدة الخلية هي مجهرية (لا يمكن رؤيتها بالعين المجردة)، كما تتمركز في كل الأماكن ولها قابلية العيش في كل الأوساط خاصة تلك المساحات غير المطهرة أو بالأحرى العكرة.

## أمثلة لبعض الكائنات الوحيدة الخلية
هناك العديد من أنواع الكائنات وحيدة الخلية على غرار:
- إشريكية قولونية وهي بكتيريا عادية معايشة، أي أنها تقوم بعلاقات مع باقي الكائنات قائمة على الاستفادة من الطرفين معا وليس التطفل، تعيش في الجهاز التنفسي الخاص بالثدييات وأحيانا تكون ممرضة
- مكورة عنقودية ذهبية وهي أيضا بكتيريا معايشة، عادة ما تعيش على جلد الإنسان أو جوف الأنف، كما أنها تسبب ما يعرف بعدوى المستشفيات أو الأخماج المشفوية
- البرامسيوم
- المتصورة المنجلية وهي المسبب الرئيسي للملاريا
- فطريات الخميرة وتستعمل في المخبز وذلك نظرا لوجودها في الخميرة وغير ذلك من مجالات الاستعمال

كما توجد أيضا كائنات وحيدة الخلية كبيرة الحجم (تُرى بالعين المجردة) على غرار:
- لؤلؤة الكبريت الناميبية، وتعتبر من أكبر الباكتيريات المعروفة، حيث يصل قطرها ل 0.75 ملم.